# Pseudouroctonus santarita
Espèce
Pseudouroctonus santarita est une espèce de scorpions de la famille des Vaejovidae.

## Distribution
Cette espèce est endémique d'Arizona aux États-Unis. Elle se rencontre dans le comté de Santa Cruz dans les monts Santa Rita.

## Description
La femelle holotype mesure 28,50 mm et le mâle paratype 24,10 mm.

## Étymologie
Son nom d'espèce lui a été donné en référence au lieu de sa découverte, les monts Santa Rita.

## Publication originale
- Ayrey & Soleglad, 2015 : « New Analysis of the Genus Pseudouroctonus with the Description of Two New Species (Scorpiones: Vaejovidae). » Euscorpius, no 211, p. 1–53 (texte intégral).